# 脈動白矮星
脈動白矮星是一種光度變化是由自身內部非徑向的重力波脈動造成的白矮星，已經知道的脈動白矮星包括DAV，或鯨魚座ZZ(這是大氣層以氫為主，光譜為DA型的白矮星), pp. 891, 895、DBV，或 武仙座V777(這是大氣層以氦為主，光譜為DB型的白矮星), p. 3525、和室女座GW(這是大氣層以氦、碳和氧為主，光譜為PG 1159型的白矮星。有些作者會將非PG 1159星的也包括在室女GW型內)。室女GW型可以再分為DOV和PNNV星, §1.1, 1.2;。嚴格來說，它們還不是白矮星，因為在赫羅圖上還沒有抵達白矮星的位置，但可以算是前白矮星, § 1.1;。大氣層以碳為主的次分類DQV星，也被建議屬於這一類。
由於有許多週期在數百秒至數千秒的變化模式疊加，使它們輸出的光度變化不會很大(1%-30%)。對這些變化的觀測提供了白矮星內部星震的證據。

## DAV星
| 脈動白矮星的類型, §1.1, 1.2; |                                                    |
| DAV (GCVS：ZZA)              | 光譜類型DA，在光譜中只有氫的吸收線                 |
| DBV (GCVS: ZZB)              | 光譜類型DB，在光譜中只有氦的吸收線                 |
| 室女座GW (GCVS: ZZO)         | 大氣層中大部分是C、He和O； 或許可再分為DOV和PNNV星 |
| DQV                          | 光譜類型DQ；高溫、大氣層以碳為主                   |

早期的計算建議白矮星的變光週期約為10秒鐘，但迄1960年代都未能找到, § 7.1.1;。第一顆被發現的變光白矮星是HL金牛座76， Arlo U. Landolt在1965和1966年觀測到他的變光週期是12.5分。週期遠遠超過預測的原因是HL金牛座76像所知的其它脈動白矮星一樣，是由非徑向的引力波脈動造成的, § 7.。在1970年，其它的白矮星，羅斯548 (Ross 548)，也被發現有和HL金牛座76相同型式的變化；在1972年，被冠上變星的標示，為鯨魚座ZZ。鯨魚座ZZ這個名稱也是脈動白矮星變星的一種類型，他是大氣層以氫為主的白矮星，也稱為DAV, pp. 891, 895.。這種恆星的變光週期在30秒至25分鐘之間，有很狹窄的表面溫度，範圍大約在11,100至12,500K。測量鯨魚座ZZ 引力波脈動周期相對於時間變化的速率，可以直接測量DA白矮星冷卻的時間尺度，反過來可以獨立測量星系盤的年齡。

## DBV星
在1982年，D. E. Winget和他同事的計算建議大氣層以氦為主，表面溫度大約在19,000的DB白矮星也是脈動白矮星, p. L67.。Winget然後在搜尋中發現這樣的恆星GD 358，它是一顆變光的DB或DBV白矮星，這是第一種在被發現之前就已經預側到它們存在的變星, p. 89.。在1985年，這顆變星被標示為武仙座V777，這也是這一種變星的另一個名稱; , p. 3525。這種恆星的有效溫度大約是25,000K, p. 895.。

## 室女座GW星
第三種已知的脈動白矮星是室女座GW 星，經常再DOV和PNNV星，它們的原型是PG 1159-035, §1.1.。這種變化的恆星(它的原型有時也稱為PG 1159星)是在1979年發現的，並且在1985年被以室女座GW標示為變星，並作為這一類變星的名稱。嚴格來說，這種恆星還不是白矮星，相反的，它們在赫羅圖上的位置介於漸近巨星分支和白矮星之間，它們應該稱為前白矮星, § 1.1;。它們是高溫的，表面溫度在75,000 K至200,000 K，並且有著以氦、碳和氧為主的大氣層。它們可能有相對較低的表面重力(log g ≤ 6.5.), Table 1，一般認為這類的恆星在冷卻後會成為DO白矮星, § 1.1.。
室女座GW的變光模式週期範圍在大約300秒至5,000秒, Table 1，對室女座GW脈動是如何變化的研究，最早開始於1980年代，但仍然困擾了將近20年。一開始，激發的機制被認為是所謂的κ-機制與光球層下面被電離的碳和氧的包層共同的作用，但是，如過氦也存在於這些包層中，這種機制將不會發生作用。但是，現在認為即使有氦的存在，這種機制依然可以激發, §1.。

## DQV星
一種新類型白矮星，有著高溫、以碳為主的大氣層，光譜類型為DQ，是Patrick Dufour、James Liebert和他們的同事在最近發現的。理論上，這種白矮星在它們在有一部分大氣層被電離的溫度下就會發生脈動變化。麥克唐納天文臺的觀測認為SDSS J142625.71 + 575218.3就是這一種白矮星；若真是如此，它將是這種新類型脈動白矮星，DQV，的第一個成員。但是，它也可能是有碳-氧吸積盤的聯星系。

## 外部連結和延伸讀物
- Variable White Dwarf Data Tables （页面存档备份，存于）, Paul A. Bradley, 22 March 2005 version.  Accessed online June 7, 2007.
- A Progress Report on the Empirical Determination of the ZZ Ceti Instability Strip, A. Gianninas, P. Bergeron, and G. Fontaine, arXiv:astro-ph/0612043.
- Asteroseismology of white dwarf stars, D. E. Winget, Journal of Physics: Condensed Matter 10, #49 (December 14, 1998),  pp. 11247–11261.  DOI 10.1088/0953-8984/10/49/014.